# Michaił Kornijenko
Michaił Borysowicz Kornijenko, ros. Михаил Борисович Корниенко (ur. 15 kwietnia 1960 w Syzraniu, obwód kujbyszewski (obecnie samarski) ZSRR) – inżynier, kosmonauta rosyjski, Bohater Federacji Rosyjskiej (2011).

## Wykształcenie i praca zawodowa
- 1977 – ukończył szkołę średnią w Czelabińsku.
- 1978-1980 – odbył służbę wojskową w 104 gwardyjskiej dywizji powietrznodesantowej stacjonującej w okolicach Kirowabadu (obecnie Azerbejdżan).
- 1980-1986 – był zatrudniony w moskiewskiej milicji.
- 1986-1991 – pracował jako inżynier w biurze konstrukcyjnym w Moskwie oraz w Bajkonurze.
- 1987 – został absolwentem Moskiewskiego Instytutu Lotnictwa i uzyskał tytuł inżyniera-mechanika. Studia odbył w systemie wieczorowym.
- 1991-1995 – pełnił funkcje kierownicze w spółkach działających na terenie Moskwy.
- 1995-1998 – pracował jako inżynier w RKK Energia. Zajmował się przygotowaniem instrukcji, programów oraz dokumentacji technicznej dla kosmonautów szkolonych do prac w kosmosie poza statkiem kosmicznym.

## Kariera kosmonauty

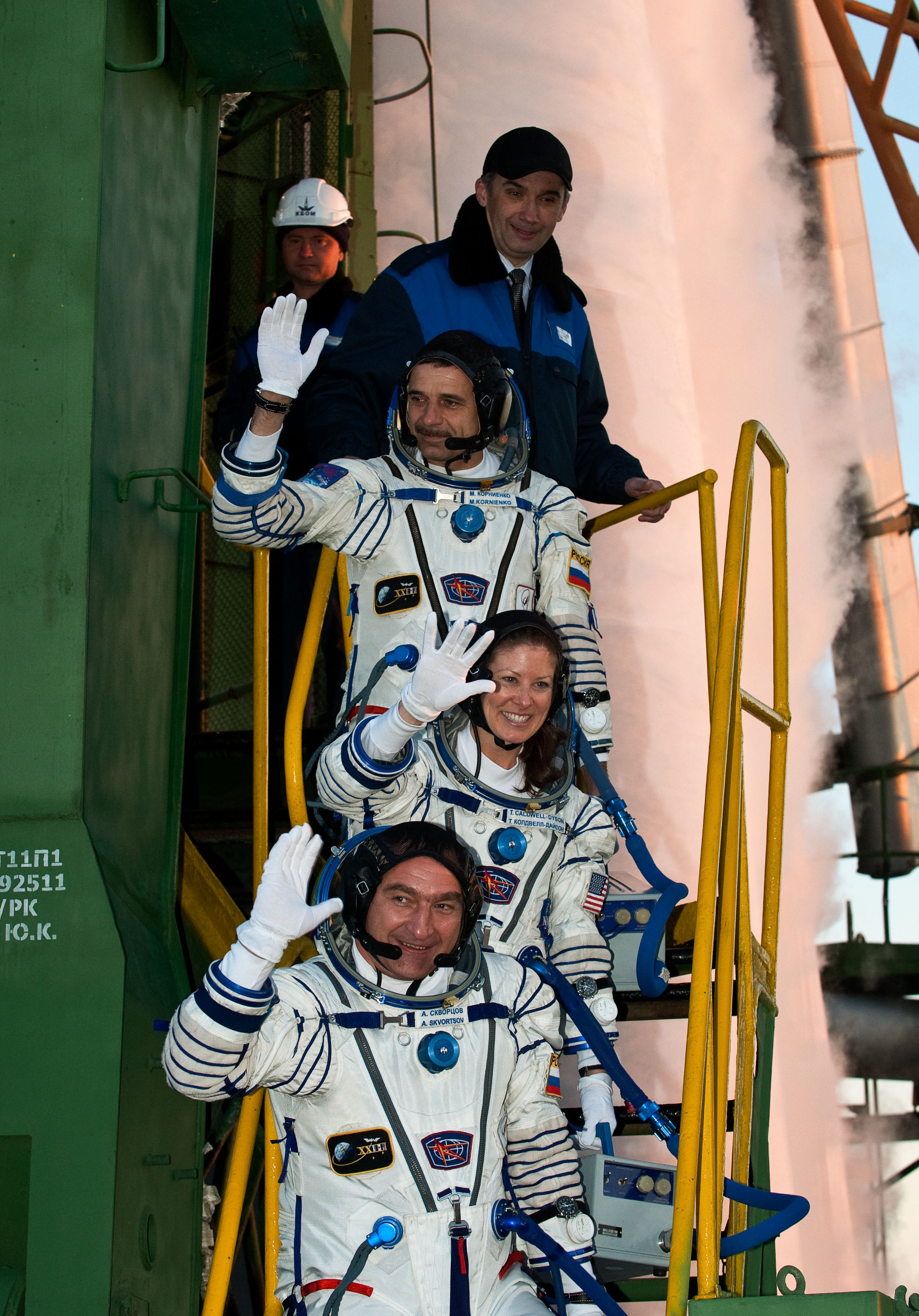
Załoga Sojuza TMA-18. Od góry: M. Kornijenko, T. Caldwell-Duson i A. Skworcow

- 1998 – 24 lutego decyzją Państwowej Komisji Międzyresortowej (ГМВК) oficjalnie został przyjęty do korpusu kosmonautów RKK Energia.
- 1999 – w listopadzie zakończył szkolenie podstawowe. Po zdaniu egzaminów końcowych otrzymał uprawnienia kosmonauty-badacza.
- 2000 – w lutym rozpoczął razem z grupą kosmonautów treningi przygotowawcze w ramach programu przewidzianego dla załóg Międzynarodowej Stacji Kosmicznej (ISS).
- 2001 – od sierpnia szkolił się w rezerwowej załodze Ekspedycji 8 wspólnie z amerykańskimi astronautami Leroyem Chiao oraz Johnem Philipsem (zastąpionego w połowie 2002 przez Charlesa Camardę(inne języki). Po katastrofie wahadłowca Columbia w lutym 2003 szkolenie przerwano, a przygotowujące się do lotów załogi zostały rozformowane.
- 2003 – powrócił do grupy kosmonautów szkolonych do misji na ISS.
- 2005 – w lipcu przydzielono go do międzynarodowej grupy kosmonautów przygotowywanych do lotu na Międzynarodową Stację Kosmiczną w składzie Ekspedycji 15 – 17.
- 2006 – styczniu uczestniczył w dwudobowym treningu polegającym na przetrwaniu na wypadek awaryjnego lądowania. Szkolenie miało miejsce w podmoskiewskich lasach. Razem z nim wzięli w nim udział – Roman Romanienko oraz Garrett Reisman. W maju wspomniana trójka astronautów została przydzielona do załogi rezerwowej Ekspedycji 15. Kornijenko pełnił w niej funkcję inżyniera pokładowego. W czerwcu Reismana zastąpił Gregory Chamitoff.
- 2008 – w sierpniu przydzielono go do załogi podstawowej Ekspedycji 23/24. We wrześniu Federalna Agencja Kosmiczna Rosji opublikowała harmonogram planowanych lotów do Międzynarodowej Stacji Kosmicznej. Kornijenko był przewidywany do lotu na Sojuzie TMA-18 w marcu 2010[2]. Miesiąc później NASA ogłosiła komunikat, w którym nazwisko Kornijenki znalazło się w oficjalnie ogłoszonym składzie podstawowej załogi Ekspedycji 23. Planowano, że w marcu 2010, na pokładzie Sojuza TMA astronauci dotrą do Międzynarodowej Stacji Kosmicznej. Pierwotnie w tej załodze był jeszcze Aleksandr Kaleri oraz Amerykanka Tracy Caldwell. Później zmieniono dowódcę załogi[3].
- 2010 – 2 kwietnia wystartował po raz pierwszy w kosmos, pełniąc funkcję inżyniera pokładowego statku Sojuz TMA-18. Na pokładzie Sojuza znaleźli się również Aleksandr Skworcow oraz amerykańska astronautka Tracy Caldwell Dyson. Weszli oni w skład Ekspedycji 23 na Międzynarodową Stację Kosmiczną, a od 2 czerwca w skład Ekspedycji 24. Kornijenko na stacji ISS pełnił funkcję inżyniera pokładowego, 27 lipca odbył swój jedyny w tej misji spacer kosmiczny[4]. Trójka kosmonautów wróciła na Ziemię 25 września statkiem Sojuz TMA-18, ich misja trwała 176 dni.

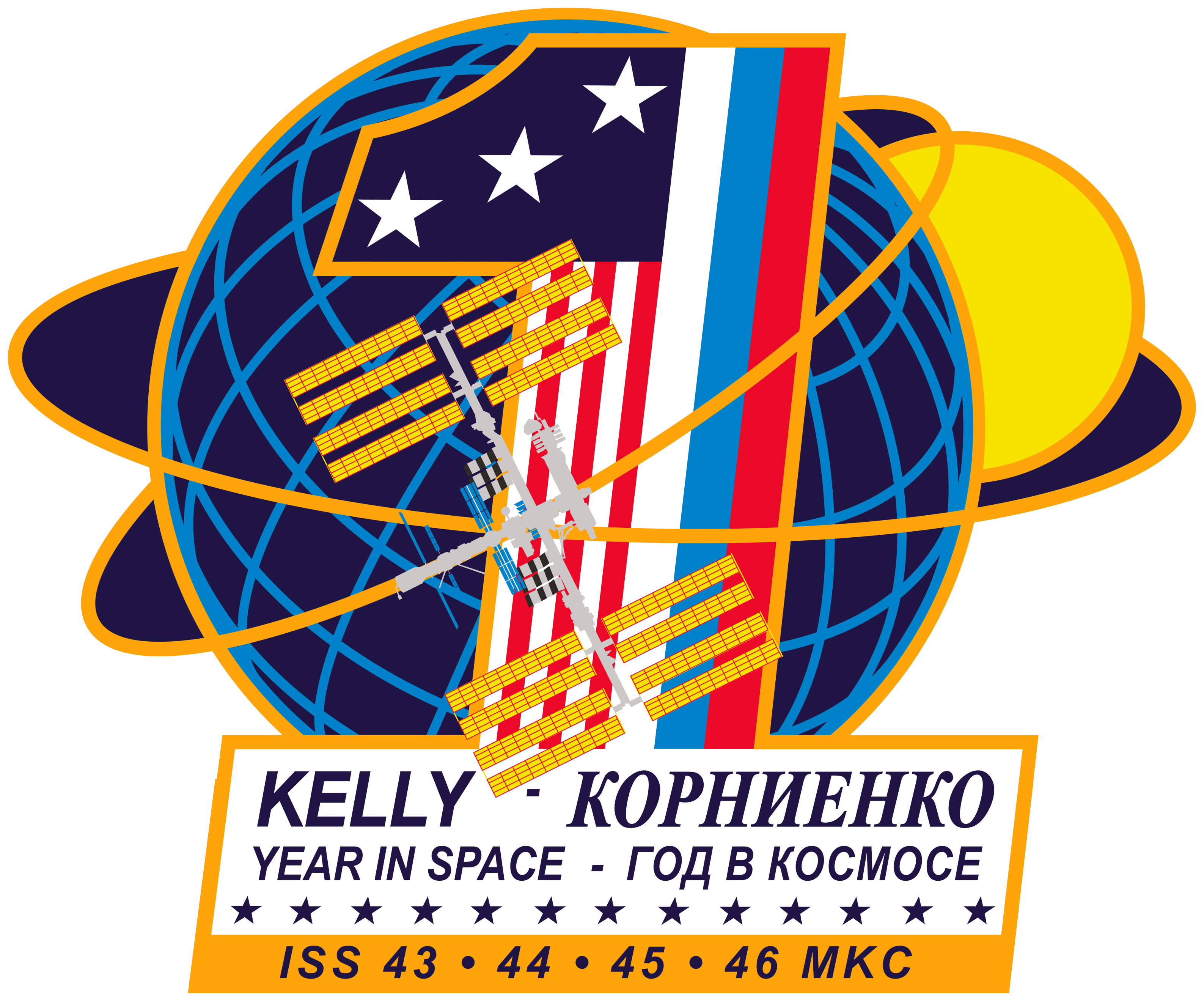
Logo rocznej misji Kornijenki i Kelly’ego na ISS

- 2015–2016 – swój drugi lot Kornijenko rozpoczął 27 marca. Poleciał statkiem Sojuz TMA-16M na stację ISS razem z Giennadijem Padałką i Amerykaninem Scottem Kellym. Wraz z Kellym wszedł tam w skład czterech kolejnych ekspedycji: 43, 44, 45 i 46. Ta 340-dniowa misja byłą najdłuższą do tej pory misją na ISS i miała na celu zbadanie wpływu długotrwałego pobytu w przestrzeni kosmicznej na organizm ludzki[5]. Kornijenko odbył jeden spacer kosmiczny w dniu 10 sierpnia 2015. Na Ziemię wrócił 2 marca 2016 statkiem Sojuz TMA-18M razem z Kellym oraz Siergiejem Wołkowem – członkiem Ekspedycji 45 i 46.

## Nagrody i odznaczenia
- Bohater Federacji Rosyjskiej (2011)
- Lotnik Kosmonauta Federacji Rosyjskiej(inne języki) (2011)
- Medal Gagarina (Roskosmos)
- Universal Astronaut Insignia za lot orbitalny (nr 511) – Stowarzyszenie Uczestników Lotów Kosmicznych (Association of Space Explorers(inne języki))[6]

## Życie prywatne
Żonaty, ma jedną córkę.

## Wykaz lotów
| Loty kosmiczne, w których uczestniczył Michaił B. Kornijenko              | Loty kosmiczne, w których uczestniczył Michaił B. Kornijenko | Loty kosmiczne, w których uczestniczył Michaił B. Kornijenko | Loty kosmiczne, w których uczestniczył Michaił B. Kornijenko | Loty kosmiczne, w których uczestniczył Michaił B. Kornijenko | Loty kosmiczne, w których uczestniczył Michaił B. Kornijenko | Loty kosmiczne, w których uczestniczył Michaił B. Kornijenko |
| №                                                                         | Data startu                                                  | Statek kosmiczny                                             | Data lądowania                                               | Statek kosmiczny                                             | Funkcja                                                      | Czas trwania                                                 |
| ------------------------------------------------------------------------- | ------------------------------------------------------------ | ------------------------------------------------------------ | ------------------------------------------------------------ | ------------------------------------------------------------ | ------------------------------------------------------------ | ------------------------------------------------------------ |
| 1                                                                         | 2 kwietnia 2010                                              | Sojuz TMA-18                                                 | 25 września 2010                                             | Sojuz TMA-18                                                 | inżynier pokładowy Sojuza TMA-18 i ISS                       | 176 dni 1 godzina 18 minut i 38 sekund                       |
| 2                                                                         | 27 marca 2015                                                | Sojuz TMA-16M                                                | 2 marca 2016                                                 | Sojuz TMA-18M                                                | inżynier pokładowy Sojuza TMA-18M i ISS                      | 340 dni 8 godzin 42 minuty i 54 sekundy                      |
| Łączny czas spędzony w kosmosie – 516 dni 10 godzin 1 minuta i 32 sekundy |                                                              |                                                              |                                                              |                                                              |                                                              |                                                              |